# Rubus widderi
Rubus widderi är en rosväxtart som beskrevs av W. Maurer. Rubus widderi ingår i släktet rubusar, och familjen rosväxter. Inga underarter finns listade i Catalogue of Life.